# Progomphus zephyrus
Progomphus zephyrus – zagrożony wyginięciem gatunek ważki z rodziny gadziogłówkowatych (Gomphidae). Występuje na terenie Karaibów.